# Liac
Liac ist eine französische Gemeinde mit 199 Einwohnern (Stand 1. Januar 2022) im Département Hautes-Pyrénées in der Region Okzitanien (vor 2016: Midi-Pyrénées). Sie gehört zum Arrondissement Tarbes und zum Kanton Val d’Adour-Rustan-Madiranais.
Die Einwohner werden Liacais und Liacaises genannt.

## Geographie
Die Gemeinde Liac liegt im hier acht Kilometer breiten Tal des Adour, circa 20 Kilometer nordöstlich von Tarbes in der historischen Grafschaft Bigorre im Norden des Départements.
Umgeben wird Liac von den fünf Nachbargemeinden:
|          | Gensac                                      | Ansost  |
| Artagnan | Kompassrose, die auf Nachbargemeinden zeigt | Ségalas |
|          | Sarriac-Bigorre                             |         |

## Einwohnerentwicklung
Nach Beginn der Aufzeichnungen stieg die Einwohnerzahl bis zur ersten Hälfte des 19. Jahrhunderts auf einen Höchststand von rund 345. In der Folgezeit sank die Größe der Gemeinde bei kurzen Erholungsphasen bis zu den 1980er Jahren auf ihren tiefsten Wert mit rund 155 Einwohnern. Es folgte eine Phase mit moderatem Wachstum, die bis heute andauert.
| Jahr      | 1962 | 1968 | 1975 | 1982 | 1990 | 1999 | 2006 | 2011 | 2022 |
| --------- | ---- | ---- | ---- | ---- | ---- | ---- | ---- | ---- | ---- |
| Einwohner | 178  | 198  | 172  | 157  | 175  | 169  | 174  | 199  | 199  |

## Sehenswürdigkeiten

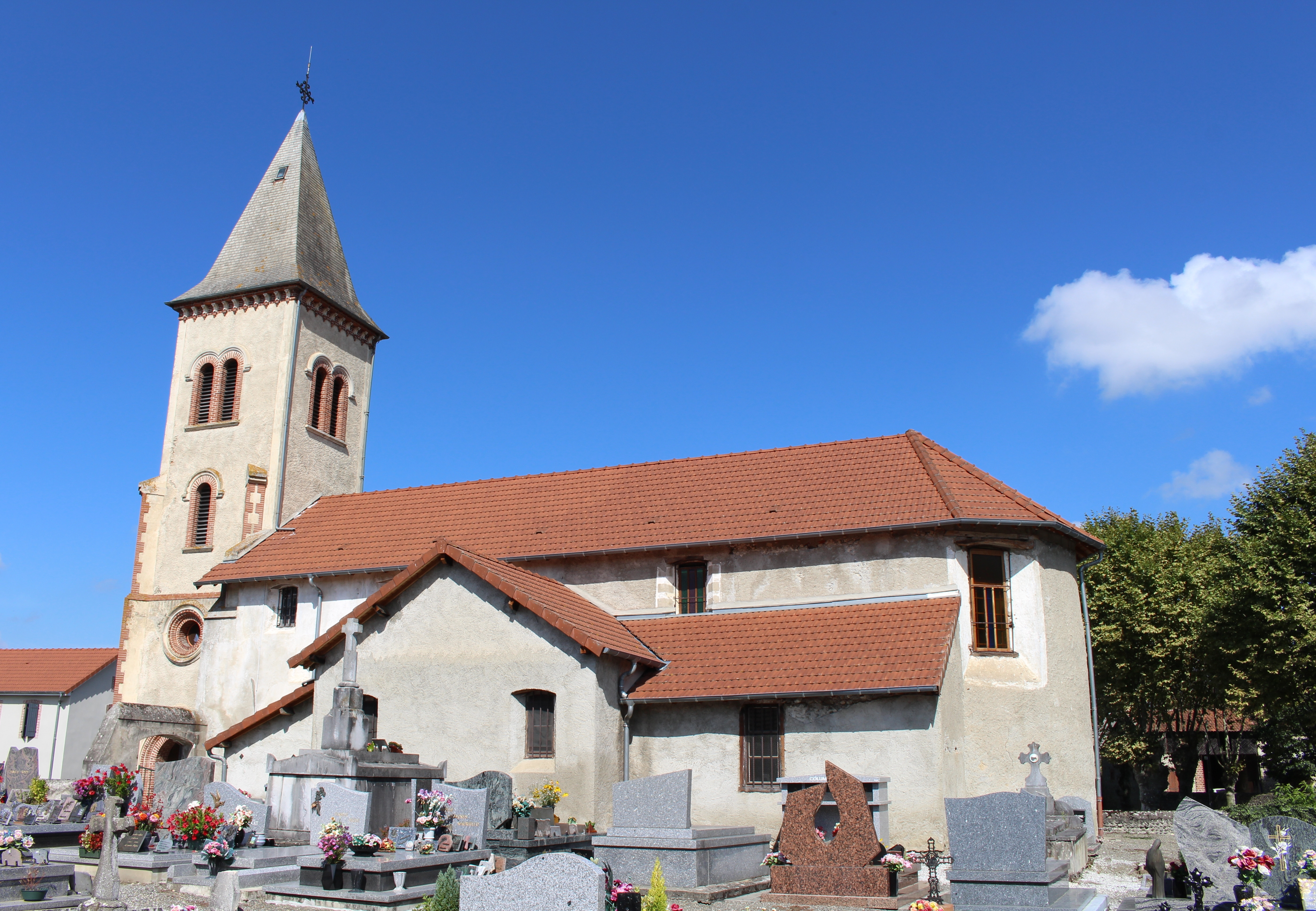
Pfarrkirche Saint-Pierre
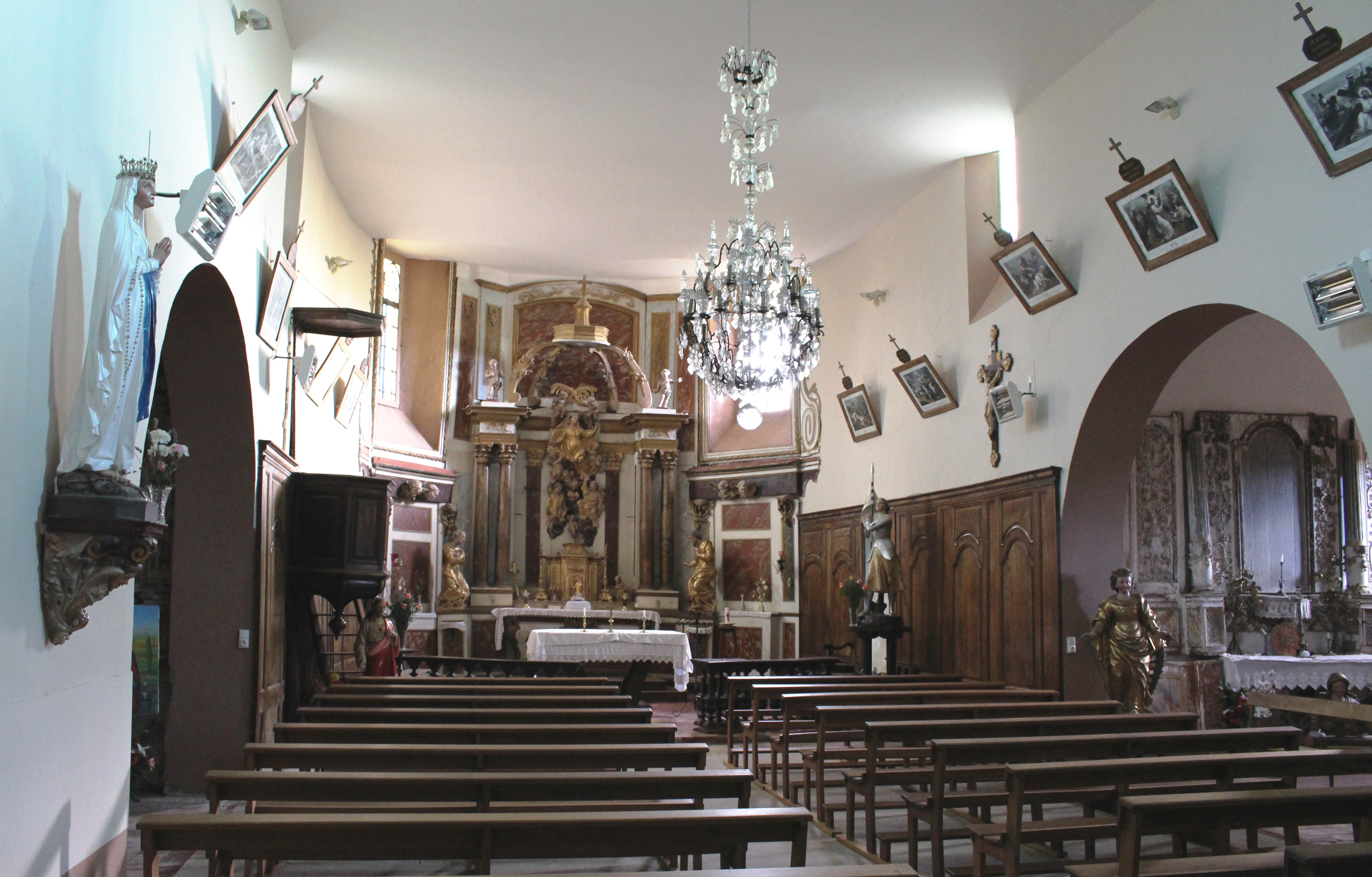
Blick auf den Chor

- Pfarrkirche Saint-Pierre
- Blick auf den Chor

## Wirtschaft und Infrastruktur
Liac liegt in den Zonen AOC der Schweinerasse Porc noir de Bigorre und des Schinkens Jambon noir de Bigorre.

### Verkehr
Liac ist über die Routes départementales 6, 8 und 52 erreichbar.